# Psammodynastes
Psammodynastes är ett släkte av ormar. Psammodynastes listas av The Reptile Database i familjen Pseudaspididae och av Mattison (2015) i familjen Lamprophiidae. 
Vuxna exemplar är med en längd mindre än 75 cm små ormar. De förekommer i Sydostasien, bland annat på indonesiska öar och i Filippinerna. Individerna lever i skogar och de har främst groddjur och ödlor som föda. Honor lägger inga ägg utan föder levande ungar. Dessa ormar har kantiga huvuden och de påminner om huggormar.
Arter enligt Catalogue of Life och The Reptile Database:
- Psammodynastes pictus
- Psammodynastes pulverulentus